# Coagulació
Els organismes disposen d'un sistema de seguretat que els permet deturar una hemorràgia o pèrdua de sang produïda per la ruptura de la paret vascular. Aquest mecanisme s'anomena hemostàsia o coagulació sanguínia i presenta una doble funció: per una banda, en cas d'una ferida ha de construir un trombe o coàgul sanguini per tal d'evitar una pèrdua de sang; d'altra banda, una vegada s'ha produït el coàgul i s'ha restaurat el dany vascular, ha d'existir un mecanisme que destrueixi el coàgul sanguini ja inservible. Aquest segon procés de l'hemostàsia es denomina fibrinòlisi. La falta d'un equilibri adequat entre ambdós processos pot donar lloc a una hemorràgia quan falla l'hemostàsia o una trombosi quan el que es veu alterat és el procés fibrinolític.
En el moment en què es produeix una lesió, els trombòcits s'acumulen al lloc del dany, s'adhereixen entre si i formen una agregació plaquetària, tot segregant substàncies vasoconstrictores. És el que es coneix com a hemostàsia primària i no aconsegueix un tancament estable de la ferida. Seguidament, en l'hemostàsia secundària, la proteïna fibrina forma una xarxa insoluble, el trombe, que tanca la ferida fins a la cicatrització del teixit.
El sistema de coagulació és un procés regulat a través d'una cascada enzimàtica composta per sis factors de coagulació (FII, FVII, FIX, FX, FXI, FXII), una transpeptidasa (FXIII), tres factors auxiliars no enzimàtics (FIII, FV, FVIII) i el fibrinogen o FI (substrat de la proteòlisi). Aquests factors de coagulació funcionen com a zimògens, de manera que la forma activada d'un factor catalitza l'activació del següent. Aquesta activació en forma de cascada enzimàtica proteolítica assegura una resposta molt ràpida. Totes aquestes reaccions acaben amb l'activació de la trombina (FIIa), capaç de transformar el fibrinogen, molt abundant en el flux sanguini, en fibrina per formar el trombe.

## Etapes de la cascada de coagulació

La cascada de la coagulació.

La cascada enzimàtica que regula la coagulació es compon de dues vies, la intrínseca i l'extrínseca, les quals convergeixen en una sola via en la fase final de la cascada. Al llarg del procés, el senyal s'amplifica en cada pas, ja que l'activació d'un enzim dona lloc a l'activació de diversos enzims més, procés complementat també per una sèrie de retro-acoblaments positius que s'encarreguen de mantenir activa la cascada.

### Via del factor tissular (extrínseca)
El principal paper de la ruta del factor tissular és generar un "esclat de trombina", un procés pel qual la trombina, el component més important de la cascada de coagulació pel que fa al seu paper de retroalimentació, és alliberada amb molta rapidesa. El FVIIa circula en quantitat superior a qualsevol altre factor de coagulació activat. El procés inclou els passos següents:
1. Després de danys al vas sanguini, el FVII abandona la circulació i entra en contacte amb el factor tissular (FT) expressat en les cèl·lules portadores del factor tissular (estroma, fibroblasts i leucòcits), formant-se un complex activat (TF-FVIIa).
2. EL TF-FVIIa activa el FIX i el FX.
3. El FVII s'activa per la trombina, el FXIa, el FXII i el FXa.
4. L'activació del FX (per formar FXa) pel TF-FVIIa és gairebé immediatament inhibit per l'inhibidor de la via del factor tissular (TFPI).
5. El FXa i el seu co-factor FVa formen el complex protrombinasa, que activa el pas protrombina a trombina.
6. La trombina activa altres components de la cascada de coagulació, incloent el FV i el FVIII (que forma un complex amb el FIX), i activa i allibera el FVIII des del seu enllaç a vWF.
7. El FVIIIa és el co-factor de FIXa, i junts formen el complex "tenassa", que activa el FX; i així continua el cicle.

### Via d'activació per contacte (intrínseca)
La via d'activació per contacte comença amb la formació del complex primari sobre el col·lagen mitjançant el cininogen de gran pes molecular (HMWK), la precal·licreïna i el FXII (factor Hageman). La precal·licreïna es converteix en cal·licreïna i el FXII es converteix en FXIIa. El FXIIa converteix el FXI en FXIa. El factor XIa activa el FIX, que amb el seu cofactor FVIIIa formen el complex de tenassa, que activa el FX a FXa. El menor paper que té la via d'activació de contacte en l'inici de la formació de coàguls es pot il·lustrar pel fet que els pacients amb deficiències greus de FXII, HMWK i precal·licreïna no tenen un trastorn de sagnat. En canvi, sembla que el sistema d'activació de contacte està implicat més en la inflamació, i la immunitat innata. Malgrat això, la interferència amb la via pot proporcionar protecció contra la trombosi sense un risc significatiu d'hemorràgia.

### Via final comuna
La divisió de la coagulació en dues vies és arbitrària, originada per proves de laboratori en les quals es van mesurar els temps de coagulació o bé després de la iniciació de la coagulació in vitro, la via intrínseca; o la coagulació va ser iniciada per la tromboplastina (una barreja de factor tissular i fosfolípids), la via extrínseca.
A més, el sistema final final de les vies comunes implica que la protrombina es converteix en trombina només quan s'actua per les vies intrínseca o extrínseca, cosa que és una sobresimplificació. De fet, la trombina és generada per les plaquetes activades a l'inici del tap plaquetari, que al seu torn afavoreix una major activació de les plaquetes.
La trombina no només converteix el fibrinogen en fibrina, sinó que també activa els factors VIII i V i la seva proteïna inhibidora C (en presència de trombomodulina); i activa el factor XIII, que forma enllaços covalents que enllacen els polímers de fibrina que es formen a partir de monòmers activats.
La cascada de la coagulació es manté en estat protrombòtic mitjançant l'activació continuada de FVIII i FIX per formar el complex de tenassa fins que no està regulada per les vies anticoagulants.

## Factors de coagulació
| Número      | Nom                                            |
| ----------- | ---------------------------------------------- |
| Factor I    | Fibrinogen                                     |
| Factor II   | Protrombina                                    |
| Factor III  | Factor tissular o Tromboplastina hística       |
| Factor IV   | Calci                                          |
| Factor V    | Proaccelerina                                  |
| Factor VI   | No assignat (antigament Factor Va)             |
| Factor VII  | Proconvertina                                  |
| Factor VIII | Factor antihemofílic A                         |
| Factor IX   | Factor Christmas                               |
| Factor X    | Factor Stuart                                  |
| Factor XI   | Antecedent de la tromboplastina plàsmica (ATP) |
| Factor XII  | Factor Hageman                                 |
| Factor XIII | Factor estabilitzador de la fibrina            |
|             | Factor de von Willebrand                       |

## Funcionament
A causa d'una lesió del vas sanguini, el plasma sanguini entra en contacte amb les cèl·lules perivasculars, les quals contenen unes proteïnes integrals de membrana anomenades factors tissulars (TF). Els TF tenen una gran afinitat pel factor VII, present en el plasma en concentracions extremadament baixes. Aquesta reacció inicial que només es produeix quan entren en contacte aquests dos factors limita l'acció del sistema de coagulació només a la zona on es produeix la ferida. D'aquesta manera la unió entre factor VIIa (el subíndex "a" indica la forma activa del factor de coagulació) i TF actua en la transformació dels zimògens FIX i FX en les seves formes actives per proteòlisi limitada. En aquest punt, processos de retroacoblament positiu permeten amplificar considerablement el senyal d'entrada a la cascada. Un cop activats, els factors IXa i Xa poden quedar-se a les cèl·lules que contenen TF, amplificant el senyal d'entrada, o poden unir-se a les superfícies aniòniques presents en les membranes dels trombòcits. El factor IXa també s'associa amb el factor VIIIa, a nivell de membrana, formant el complex tenalla que servirà per a la transformació de F X addicional en F. Xa. Aquest darrer reaccionarà en conjunt amb el F. Va per formar el complex protrombinasa (Va-Xa), encarregat de transformar la protrombina a trombina. D'aquesta manera s'arriba a la base de la cascada i es pot iniciar la síntesi de fibrina a partir del fibrinogen per acció de l'enzim proteolític trombina (FII). També cal destacar que la trombina controla la seva pròpia activació i posa en funcionament uns seguit de retroacoblaments positius capaços de reforçar la cascada enzimàtica. En la via extrínseca, l'estímul fisiològic que inicia el procés de coagulació és el contacte del FVIIa amb el factor tissular FT.

## Formació del coàgul
En aquesta etapa de la coagulació, el fibrinogen es converteix en un coàgul de fibrina, en un procés mediat per un enzim proteolític, la trombina, el producte final de la cascada. El coàgul resultant d'aquesta reacció s'anomena trombe primari. Aquest encara no és prou rígid, per la qual cosa és necessari que entri en acció novament la trombina, que activa el factor VIII. Aquest, gràcies a una reacció de transamidació, unirà dos monòmers de fibrina mitjançant un enllaç isopeptídic, que li donarà una estructura insoluble que mantindrà la ferida tancada el temps necessari fins a la cicatrització.
Cal que aquest procés estigui sotmès a una regulació estricta, ja que un trombe en el lloc equivocat podria tenir un desenllaç fatal. Els encarregats d'evitar possibles complicacions són els factors de control de coagulació, els més importants dels quals són l'antitrombina III (AT-III) i el tissue factor Pathway Inhibitor (TFPI). L'antitrombina III funciona inhibint els enzims lliures, deixant intactes els complexos tenalla i els complexos protrombinasa, evitant així que el coàgul s'estengui fora de la zona afectada. El (TFPI) funciona inhibint la unió dels factors VIIa-TF de la via extrínseca. 	
També tenen un paper clau entre els anticoagulants els factors dependents de vitamina K, com les proteïnes C i S, els receptors de trombina a la membrana i la mateixa trombina.

## La fibrinòlisi
El trombe deixa de ser útil quan la ferida ja està cicatritzada. És molt perillós que es desprengui, ja que la circulació ho arrossegaria i podria acabar tapant alguna artèria, que provocaria una embòlia.	
El control enzimàtic encarregat de dissoldre el trombe és la fibrinòlisi i funciona de forma semblant a la cascada de coagulació. Comença amb l'activació del tPA (activador del plasminogen tissular) secretat per les cèl·lules endotelials. El tPA és capaç de transformar el plasminogen en plasmina activa sobre la superfície del trombe de fibrina. Al seu torn, la plasmina pot destruir l'esquelet de fibrina del coàgul per mitjà d'una proteòlisi excessiva, dissolvent definitivament el coàgul sanguini. Els enzims importants en el procés de la fibrinòlisi són la antiplasmina α2 i els inhibidors de l'activador de plasminogen tissular (PAI).